# Capricho (telenovela)
Capricho é uma telenovela mexicana produzida por Carlos Sotomayor para a Televisa e exibida entre 11 de janeiro e 18 de junho de 1993, substituindo María Mercedes e sendo substituída por Valentina, em 115 capitulos. 
A trama foi protagonizada por Victoria Ruffo e Humberto Zurita e antagonizada por Diana Bracho e Patricia Pereyra.

## Sinopse
Eugenia Montaño é uma mulher de personalidade forte que é dona de um Vinhedo que sustenta sua família rica a décadas,é casada com Antônio Aranda um homem dominado por sua esposa por quem é apaixonado com quem tem duas filhas Raquel e Cristina.
Eugênia despreza Cristina e adora Raquel porque não é filha de Antônio e sim de outro homem que Eugênia amou mas ninguém sabe disso, Raquel é tão má quanto a mãe e despreza Cristina.
Apesar do desprezo Cristina apoia seu pai e suas tias Mercedes e Isabel,e um dia chega Daniel um arquiteto bonito que se apaixona por Cristina e ela também por ele mas Raquel também se apaixona por Daniel e pede ajuda da mãe Eugênia para atrapalhar o namoro dos dois e depois destruir Cristina, tudo por causa de um capricho.
Raquel namora Jorge um homem honesto e trabalhador que ama a namorada sinceramente e fica desolado ao saber que sua amada o abandonou por alguém com mais dinheiro, ele fica pior ainda quando soube que Cristina também o amava antes da vinda de Daniel e sua irmã Tita tenta consolá-lo todos os dias.
Nos últimos capítulos da novela Raquel sofre um acidente e cai da sacada de sua casa e isso entristece muito sua mãe que se suicida mas revela todas as suas sujeiras antes, Daniel e Cristina se perdoam por erros causados por Eugenia e  sua filha e finalmente se casam.

## Elenco
- Victoria Ruffo - Cristina Aranda Montaño
- Humberto Zurita - Daniel Franco
- Diana Bracho - Eugenia Montaño de Aranda
- Patricia Pereyra - Raquel Aranda Montaño
- María Teresa Rivas - Doña Isabel vda. de Montaño
- Juan Peláez - Antonio Aranda
- Armando Silvestre - León Aranda
- Luis Aguilar - Don Jesús Tamayo
- Silvia Mariscal - Mercedes de Aranda
- Jorge Antolín - Jorge Nieto
- Romina Castro - Teresa "Tita" Nieto
- Bruno Rey - Braulio Nieto
- Marina Marín - Flora de Nieto
- Pilar Escalante - Sandra Ruiz
- Constantino Costas - Rubén
- Alejandro Tommasi - Tomás Ruiz
- Alejandro Ruiz - Fernando
- Graciela Bernardos - Licha Gutiérrez
- Cuca Dublán - Lupita
- Lucía Muñoz - Mónica
- Israel Jaitovich - Nicolás
- Margarita Ambriz - Esperanza
- Georgina Pedret - Nora

## Prêmios e Indicações

### Prêmios TVyNovelas 1994
| Categoria                 | Pessoa             | Resultado |
| ------------------------- | ------------------ | --------- |
| Melhor atriz protagonista | Victoria Ruffo     | Nomeada   |
| Melhor vilã               | Diana Bracho       | Ganhadora |
| Melhor primeira atriz     | María Teresa Rivas | Nomeada   |